# Грюненвальда тема
Те́ма Грюненвальда — тема в шаховій композиції в триходовому жанрі з батарейним механізмом. Суть теми — гра білої батареї спочатку не проходить, оскільки після ходу білої фігури, що відкриває батарею, з'являються два вільних поля біля чорного короля. Чорні в захистах попередньо блокують одне з тематичних полів, а друге поле віднімається білими на матуючому ході.

## Історія
Цю ідею запропонував в середині ХХ століття французький шаховий композитор Альфонс Грюненвальд (29.01.1916 — 18.05.2000).
В початковій позиції вже є створена біла батарея, але білі на вступному ході не можуть нею скористатися, оскільки при русі фігури, що відкриє батарею, появляться біля чорного короля вільні поля. Білі змушені зробити підготовчий хід і після відповіді чорних (блокування одного з тематичних полів біля чорного короля) вступає в гру біла батарея, а на матуючому ході білі беруть під контроль друге поле. Повна аналогія при блокуванні чорними на першому ході другого тематичного поля — на другому ході зіграє тематична біла батарея і на матуючому ході білі візьмуть під контроль перше поле.
Ідея дістала назву — тема Грюненвальда.
|   | a | b | c | d | e | f | g | h |   |
| 8 | d7 чорний пішак · d6 чорний пішак · c5 чорний пішак · d4 чорний король · f4 білий король · b3 біла тура · e3 білий кінь · f2 білий слон | d7 чорний пішак · d6 чорний пішак · c5 чорний пішак · d4 чорний король · f4 білий король · b3 біла тура · e3 білий кінь · f2 білий слон | d7 чорний пішак · d6 чорний пішак · c5 чорний пішак · d4 чорний король · f4 білий король · b3 біла тура · e3 білий кінь · f2 білий слон | d7 чорний пішак · d6 чорний пішак · c5 чорний пішак · d4 чорний король · f4 білий король · b3 біла тура · e3 білий кінь · f2 білий слон | d7 чорний пішак · d6 чорний пішак · c5 чорний пішак · d4 чорний король · f4 білий король · b3 біла тура · e3 білий кінь · f2 білий слон | d7 чорний пішак · d6 чорний пішак · c5 чорний пішак · d4 чорний король · f4 білий король · b3 біла тура · e3 білий кінь · f2 білий слон | d7 чорний пішак · d6 чорний пішак · c5 чорний пішак · d4 чорний король · f4 білий король · b3 біла тура · e3 білий кінь · f2 білий слон | d7 чорний пішак · d6 чорний пішак · c5 чорний пішак · d4 чорний король · f4 білий король · b3 біла тура · e3 білий кінь · f2 білий слон | 8 |
| 7 | d7 чорний пішак · d6 чорний пішак · c5 чорний пішак · d4 чорний король · f4 білий король · b3 біла тура · e3 білий кінь · f2 білий слон | d7 чорний пішак · d6 чорний пішак · c5 чорний пішак · d4 чорний король · f4 білий король · b3 біла тура · e3 білий кінь · f2 білий слон | d7 чорний пішак · d6 чорний пішак · c5 чорний пішак · d4 чорний король · f4 білий король · b3 біла тура · e3 білий кінь · f2 білий слон | d7 чорний пішак · d6 чорний пішак · c5 чорний пішак · d4 чорний король · f4 білий король · b3 біла тура · e3 білий кінь · f2 білий слон | d7 чорний пішак · d6 чорний пішак · c5 чорний пішак · d4 чорний король · f4 білий король · b3 біла тура · e3 білий кінь · f2 білий слон | d7 чорний пішак · d6 чорний пішак · c5 чорний пішак · d4 чорний король · f4 білий король · b3 біла тура · e3 білий кінь · f2 білий слон | d7 чорний пішак · d6 чорний пішак · c5 чорний пішак · d4 чорний король · f4 білий король · b3 біла тура · e3 білий кінь · f2 білий слон | d7 чорний пішак · d6 чорний пішак · c5 чорний пішак · d4 чорний король · f4 білий король · b3 біла тура · e3 білий кінь · f2 білий слон | 7 |
| 6 | d7 чорний пішак · d6 чорний пішак · c5 чорний пішак · d4 чорний король · f4 білий король · b3 біла тура · e3 білий кінь · f2 білий слон | d7 чорний пішак · d6 чорний пішак · c5 чорний пішак · d4 чорний король · f4 білий король · b3 біла тура · e3 білий кінь · f2 білий слон | d7 чорний пішак · d6 чорний пішак · c5 чорний пішак · d4 чорний король · f4 білий король · b3 біла тура · e3 білий кінь · f2 білий слон | d7 чорний пішак · d6 чорний пішак · c5 чорний пішак · d4 чорний король · f4 білий король · b3 біла тура · e3 білий кінь · f2 білий слон | d7 чорний пішак · d6 чорний пішак · c5 чорний пішак · d4 чорний король · f4 білий король · b3 біла тура · e3 білий кінь · f2 білий слон | d7 чорний пішак · d6 чорний пішак · c5 чорний пішак · d4 чорний король · f4 білий король · b3 біла тура · e3 білий кінь · f2 білий слон | d7 чорний пішак · d6 чорний пішак · c5 чорний пішак · d4 чорний король · f4 білий король · b3 біла тура · e3 білий кінь · f2 білий слон | d7 чорний пішак · d6 чорний пішак · c5 чорний пішак · d4 чорний король · f4 білий король · b3 біла тура · e3 білий кінь · f2 білий слон | 6 |
| 5 | d7 чорний пішак · d6 чорний пішак · c5 чорний пішак · d4 чорний король · f4 білий король · b3 біла тура · e3 білий кінь · f2 білий слон | d7 чорний пішак · d6 чорний пішак · c5 чорний пішак · d4 чорний король · f4 білий король · b3 біла тура · e3 білий кінь · f2 білий слон | d7 чорний пішак · d6 чорний пішак · c5 чорний пішак · d4 чорний король · f4 білий король · b3 біла тура · e3 білий кінь · f2 білий слон | d7 чорний пішак · d6 чорний пішак · c5 чорний пішак · d4 чорний король · f4 білий король · b3 біла тура · e3 білий кінь · f2 білий слон | d7 чорний пішак · d6 чорний пішак · c5 чорний пішак · d4 чорний король · f4 білий король · b3 біла тура · e3 білий кінь · f2 білий слон | d7 чорний пішак · d6 чорний пішак · c5 чорний пішак · d4 чорний король · f4 білий король · b3 біла тура · e3 білий кінь · f2 білий слон | d7 чорний пішак · d6 чорний пішак · c5 чорний пішак · d4 чорний король · f4 білий король · b3 біла тура · e3 білий кінь · f2 білий слон | d7 чорний пішак · d6 чорний пішак · c5 чорний пішак · d4 чорний король · f4 білий король · b3 біла тура · e3 білий кінь · f2 білий слон | 5 |
| 4 | d7 чорний пішак · d6 чорний пішак · c5 чорний пішак · d4 чорний король · f4 білий король · b3 біла тура · e3 білий кінь · f2 білий слон | d7 чорний пішак · d6 чорний пішак · c5 чорний пішак · d4 чорний король · f4 білий король · b3 біла тура · e3 білий кінь · f2 білий слон | d7 чорний пішак · d6 чорний пішак · c5 чорний пішак · d4 чорний король · f4 білий король · b3 біла тура · e3 білий кінь · f2 білий слон | d7 чорний пішак · d6 чорний пішак · c5 чорний пішак · d4 чорний король · f4 білий король · b3 біла тура · e3 білий кінь · f2 білий слон | d7 чорний пішак · d6 чорний пішак · c5 чорний пішак · d4 чорний король · f4 білий король · b3 біла тура · e3 білий кінь · f2 білий слон | d7 чорний пішак · d6 чорний пішак · c5 чорний пішак · d4 чорний король · f4 білий король · b3 біла тура · e3 білий кінь · f2 білий слон | d7 чорний пішак · d6 чорний пішак · c5 чорний пішак · d4 чорний король · f4 білий король · b3 біла тура · e3 білий кінь · f2 білий слон | d7 чорний пішак · d6 чорний пішак · c5 чорний пішак · d4 чорний король · f4 білий король · b3 біла тура · e3 білий кінь · f2 білий слон | 4 |
| 3 | d7 чорний пішак · d6 чорний пішак · c5 чорний пішак · d4 чорний король · f4 білий король · b3 біла тура · e3 білий кінь · f2 білий слон | d7 чорний пішак · d6 чорний пішак · c5 чорний пішак · d4 чорний король · f4 білий король · b3 біла тура · e3 білий кінь · f2 білий слон | d7 чорний пішак · d6 чорний пішак · c5 чорний пішак · d4 чорний король · f4 білий король · b3 біла тура · e3 білий кінь · f2 білий слон | d7 чорний пішак · d6 чорний пішак · c5 чорний пішак · d4 чорний король · f4 білий король · b3 біла тура · e3 білий кінь · f2 білий слон | d7 чорний пішак · d6 чорний пішак · c5 чорний пішак · d4 чорний король · f4 білий король · b3 біла тура · e3 білий кінь · f2 білий слон | d7 чорний пішак · d6 чорний пішак · c5 чорний пішак · d4 чорний король · f4 білий король · b3 біла тура · e3 білий кінь · f2 білий слон | d7 чорний пішак · d6 чорний пішак · c5 чорний пішак · d4 чорний король · f4 білий король · b3 біла тура · e3 білий кінь · f2 білий слон | d7 чорний пішак · d6 чорний пішак · c5 чорний пішак · d4 чорний король · f4 білий король · b3 біла тура · e3 білий кінь · f2 білий слон | 3 |
| 2 | d7 чорний пішак · d6 чорний пішак · c5 чорний пішак · d4 чорний король · f4 білий король · b3 біла тура · e3 білий кінь · f2 білий слон | d7 чорний пішак · d6 чорний пішак · c5 чорний пішак · d4 чорний король · f4 білий король · b3 біла тура · e3 білий кінь · f2 білий слон | d7 чорний пішак · d6 чорний пішак · c5 чорний пішак · d4 чорний король · f4 білий король · b3 біла тура · e3 білий кінь · f2 білий слон | d7 чорний пішак · d6 чорний пішак · c5 чорний пішак · d4 чорний король · f4 білий король · b3 біла тура · e3 білий кінь · f2 білий слон | d7 чорний пішак · d6 чорний пішак · c5 чорний пішак · d4 чорний король · f4 білий король · b3 біла тура · e3 білий кінь · f2 білий слон | d7 чорний пішак · d6 чорний пішак · c5 чорний пішак · d4 чорний король · f4 білий король · b3 біла тура · e3 білий кінь · f2 білий слон | d7 чорний пішак · d6 чорний пішак · c5 чорний пішак · d4 чорний король · f4 білий король · b3 біла тура · e3 білий кінь · f2 білий слон | d7 чорний пішак · d6 чорний пішак · c5 чорний пішак · d4 чорний король · f4 білий король · b3 біла тура · e3 білий кінь · f2 білий слон | 2 |
| 1 | d7 чорний пішак · d6 чорний пішак · c5 чорний пішак · d4 чорний король · f4 білий король · b3 біла тура · e3 білий кінь · f2 білий слон | d7 чорний пішак · d6 чорний пішак · c5 чорний пішак · d4 чорний король · f4 білий король · b3 біла тура · e3 білий кінь · f2 білий слон | d7 чорний пішак · d6 чорний пішак · c5 чорний пішак · d4 чорний король · f4 білий король · b3 біла тура · e3 білий кінь · f2 білий слон | d7 чорний пішак · d6 чорний пішак · c5 чорний пішак · d4 чорний король · f4 білий король · b3 біла тура · e3 білий кінь · f2 білий слон | d7 чорний пішак · d6 чорний пішак · c5 чорний пішак · d4 чорний король · f4 білий король · b3 біла тура · e3 білий кінь · f2 білий слон | d7 чорний пішак · d6 чорний пішак · c5 чорний пішак · d4 чорний король · f4 білий король · b3 біла тура · e3 білий кінь · f2 білий слон | d7 чорний пішак · d6 чорний пішак · c5 чорний пішак · d4 чорний король · f4 білий король · b3 біла тура · e3 білий кінь · f2 білий слон | d7 чорний пішак · d6 чорний пішак · c5 чорний пішак · d4 чорний король · f4 білий король · b3 біла тура · e3 білий кінь · f2 білий слон | 1 |
|   | a | b | c | d | e | f | g | h |   |

FEN: 8/3p4/3p4/2p5/3k1K2/1R2N3/5B2/8
1. S~+ ? Kd5, Kc4!
1. Kf5! ~ Zz
1. ... c4 2. Sc2+ Kd5 3. Sb4#
1. ... d5 2. Sf1 Kc4 3. Sd2#